# Пеньков, Герман Юрьевич
Ге́рман Ю́рьевич Пенько́в (укр. Герман Юрійович Пеньков; род. 26 мая 1994, Макеевка, Донецкая область) — украинский футболист, вратарь клуба «Буковина».

## Клубная карьера
На детско-юношеском уровне выступал за команды «Княжа» (Счастливое) и «Металлург» (Донецк). С 2011 года стал выступать за дублирующий состав донецкого клуба и играл за него до расформирования клуба в 2015 году, за пять сезонов провёл 65 матчей и пропустил 104 гола в первенстве дублёров.
В 2015 году перешёл в «Сталь» (Каменское), где в первых двух сезонах играл только за дубль (44 матча и 56 пропущенных голов). В основном составе «Стали» дебютировал 16 июля 2017 года в матче высшей лиги против луганской «Зари». В сезоне 2017/18 принял участие во всех 32 матчах своего клуба.
Летом 2018 года перешёл в «Карпаты», однако не стал основным вратарём и провёл только два матча за сезон. Осенью 2019 года выступал за донецкий «Олимпик». 24 января 2020 года подписал контракт с ФК «Львов». Контракт рассчитан сроком на 2 года. 23 февраля 2020 года дебютировал в составе «Львова» в рамках 19-го тура УПЛ в выездном матче против свой бывшей команды, «Олимпика» (1:0), выйдя в стартовом составе вместо основного вратаря Бориса Сарнавского, который отбывал дисквалификацию. 6 января 2021 года покинул «Львов».
В феврале 2021 года перешёл в армянский клуб «Пюник». В сезоне 2020/21 провёл за клуб 11 матчей во всех турнирах, пропустив шесть мячей при двух матчах на ноль.
29 июля 2021 года заключил контракт с украинским клубом «Минай».

## Карьера в сборной
Сыграл один матч за молодёжную сборную Украины (до 21 года).